# تکیه بیدآباد
تکیه بیدآباد مربوط به دوره قاجار است و در شاهرود، محله قدیمی بیدآباد واقع شده و این اثر در تاریخ ۱۰ مهر ۱۳۸۰ با شمارهٔ ثبت ۳۹۹۸ به‌عنوان یکی از آثار ملی ایران به ثبت رسیده است.